# Herbert Dunkel
Herbert Dunkel (* 14. November 1906 in Berlin; † 8. Dezember 1966 in Norden (Ostfriesland)) war ein freischaffender Künstler und Kunsterzieher in Ostfriesland.

## Leben
Herbert Dunkel wuchs in Berlin in engem Kontakt zur Kunst auf. Sein Vater war Stadtarchitekt und Kustos am Märkischen Museum. Er bezog den Sohn früh in seine Arbeit, die auch archäologische Ausgrabungen umfasste, mit ein. So zeichnete Herbert Dunkel früh Fundstücke und Ausstellungsobjekte. Er nahm auch teil an den kunst- und kulturhistorischen Vortragsveranstaltungen, die der Vater besuchte und er lernte Wissenschaftler und Künstler kennen (u. a. Max Liebermann). Durch die Kontakte seines Vaters besuchte er auch die anderen Berliner Museen. Diese für Herbert Dunkel prägenden Einflüsse führten zu dem Berufswunsch, Maler zu werden. Auf dem Köllnischen Gymnasium in Berlin erreichte er nicht das Abitur und verließ mit 17 Jahren die Schule.
Von 1923 bis 1940 absolvierte Herbert Dunkel eine technische Lehre und arbeitete als Konstrukteur bei Siemens und Telefunken in Berlin. Zur gleichen Zeit betrieb er Studien an der Kunstgewerbeschule Berlin. Ein erster Versuch, als freischaffender Künstler seinen Lebensunterhalt zu verdienen, scheiterte.
1941 heiratete Herbert Dunkel Hanne van Stipriaan aus Norden (Ostfriesland). 1942 wurde sein einziger Sohn Volker geboren. Volker Dunkel lebt heute in Bremen (im Ruhestand – war als Gartenarchitekt tätig) und hat bereits mehrere Kunstausstellungen über seinen Vater mitorganisiert und veranstaltet.
Ein Bombenangriff zerstörte 1943 seine gesamten bisherigen künstlerischen Arbeiten in Berlin. Bis zum Ende des Krieges blieb er von einem Einsatz in der Wehrmacht verschont, da er bei Siemens kriegswichtige Tätigkeiten als Konstrukteur ausübte. Er geriet in sowjetische Kriegsgefangenschaft und wurde nach fünf Monaten entlassen. Danach ging er nach Norden (Ostfriesland).
Zwischen 1946 und 1953 lebte er in Norden als freischaffender Künstler und wurde Gründungsmitglied des Bundesverbandes Bildender Künstler (BBK) Nordwestdeutschland, Bezirksgruppe Ostfriesland. Herbert Dunkels künstlerische Neuanfang war gekennzeichnet durch die Arbeit an Bildzyklen wie Ich male die Marsch (Titel der ersten Ausstellung in Norden 1945), Eine Hafenstadt nach dem Kriege (Bremerhaven), Der Emder Hafen, Die Nordseewerke. Herbert Dunkel kamen seine Beweglichkeit und Kontaktfreudigkeit zugute. Er fand Förderung durch die U.S.-Militärregierung in Bremerhaven sowie durch Emder Wirtschaftskreise. Er stellte zunächst in Ostfriesland, später in den Niederlanden aus. Früh wandte er sich den modernen Strömungen im Kunstbetrieb zu. Er fand über eine intensive Auseinandersetzung mit der internationalen Gruppe CoBrA seinen Weg in eine expressive Abstraktion. Zu Anton Rooskens, dem ältesten CoBrA-Künstler, entstand eine freundschaftliche Beziehung. In den 1950er Jahren stellte Dunkel außer in Amsterdam auch in Delfzijl, Groningen, Winschoten, Arnhem, Leeuwarden und Den Haag aus. Herbert Dunkels Schaffen besticht insbesondere auch durch den souveränen und experimentierenden Umgang mit den unterschiedlichen künstlerischen Techniken.
1954 wurde Herbert Dunkel Kunsterzieher am Gymnasium Ulricianum in Aurich. Zur selben Zeit übernahm er den Vorsitz im BBK. Er machte es sich zur Aufgabe, die Moderne in Ostfriesland seinen Schülern und einem breiteren Publikum bekannt zu machen. Herbert Dunkel war als Kunstlehrer bei seinen Schülern überaus beliebt und fachlich voll anerkannt, obwohl er als Seiteneinsteiger keine allgemeine pädagogische und fachspezifische Ausbildung hatte. Er machte Unterrichtsprojekte im Stil des Action Painting und ermutigte seine Schüler, diese damals in Deutschland sehr umstrittene Kunstform nachzuvollziehen.
Zwischen 1955 und 1961 unternahm Herbert Dunkel Reisen nach Island und Südafrika mit nachfolgenden Ausstellungen seiner unterwegs gemalten Bilder. Als Besonderheit nahm er auch Schülerarbeiten mit in seine Ausstellungstätigkeit auf. Neben Landschaftsschilderungen, Stadt- und Hafenansichten stehen Bilder, die den Menschen fokussieren. Sie führen in die Welt des Zirkus ebenso wie in die afrikanische Mythologie.
Ab 1961 entstanden eine Reihe großformatiger Auftragswerke für öffentliche Gebäude in Aurich, Leer und Wilhelmshaven. Ein weiteres Betätigungsfeld waren Bühnenbilder, die gemeinsam mit seinen Schülern des Gymnasiums Ulicianum umgesetzt wurden. Auch bei seinen außerschulischen Auftragswerken beteiligte er seine Schüler, so beim Relief im Offiziercasino der Auricher Luftwaffen-Kaserne aus senkrechten blauen Streifen und weißen Vögeln (Material Holz), das von seinen Schülern im Unterricht gebaut wurde.
Unter dem Pseudonym Pia Fraus setzte sich Herbert Dunkel in Zeitungsartikeln mit Fragen der Kunst auseinander.
Am 8. Dezember 1966 verunglückte Herbert Dunkel tödlich bei einem Verkehrsunfall auf dem Weg von Norden zu seiner Arbeitsstätte, dem Gymnasium Ulicianum in Aurich.